# Wysszaja liga czempionata SSSR po futbołu (1977)
Rozgrywki radzieckiej wyższej ligi w sezonie 1977 były czterdziestymi pierwszymi w historii radzieckiej pierwszej ligi. W rozgrywkach wzięło udział szesnaście drużyn, w tym dwie, które awansowały z drugiej ligi – Kajrat Ałmaty i Neftçi PFK. Mistrzowski tytuł po raz 8-my wywalczyła drużyna Dynama Kijów. Królem strzelców ligi został Ołeh Błochin z Dynama Kijów, który zdobył 17 goli.

## Tabela końcowa sezonu
| Lp. | Drużyna                   | M  | Z  | R  | P  | Bramki | Bramki | Różn. | Pkt | Uwagi                                   |
| --- | ------------------------- | -- | -- | -- | -- | ------ | ------ | ----- | --- | --------------------------------------- |
| 1   | Dynamo Kijów (M)          | 30 | 14 | 15 | 1  | 51     | 12     | +39   | 43  | Puchar Europy • 1/16 finału             |
| 2   | Dinamo Tbilisi            | 30 | 13 | 13 | 4  | 43     | 26     | +17   | 39  | Puchar UEFA • 1/32 finału               |
| 3   | Torpedo Moskwa            | 30 | 12 | 13 | 5  | 30     | 23     | +7    | 37  | Puchar UEFA • 1/32 finału               |
| 4   | Dinamo Moskwa             | 30 | 9  | 17 | 4  | 34     | 20     | +14   | 35  |                                         |
| 5   | Szachtar Donieck          | 30 | 9  | 16 | 5  | 31     | 24     | +7    | 34  | Puchar Zdobywców Pucharów • 1/16 finału |
| 6   | Lokomotiw Moskwa          | 30 | 9  | 14 | 7  | 27     | 25     | +2    | 32  |                                         |
| 7   | Czornomoreć Odessa        | 30 | 11 | 8  | 11 | 33     | 41     | −8    | 30  |                                         |
| 8   | Kajrat Ałmaty             | 30 | 6  | 17 | 7  | 26     | 31     | −5    | 29  |                                         |
| 9   | Zaria Woroszyłowgrad      | 30 | 8  | 12 | 10 | 28     | 24     | +4    | 28  |                                         |
| 10  | Zenit Leningrad           | 30 | 8  | 12 | 10 | 34     | 33     | +1    | 28  |                                         |
| 11  | Ararat Erywań             | 30 | 7  | 13 | 10 | 28     | 34     | −6    | 27  |                                         |
| 12  | Dnipro Dniepropetrowsk    | 30 | 9  | 9  | 12 | 24     | 31     | −7    | 27  |                                         |
| 13  | Neftçi PFK                | 30 | 5  | 17 | 8  | 25     | 34     | −9    | 27  |                                         |
| 14  | CSKA Moskwa               | 30 | 5  | 17 | 8  | 28     | 39     | −11   | 27  |                                         |
| 15  | Karpaty Lwów              | 30 | 6  | 14 | 10 | 26     | 30     | −4    | 26  | Spadek do Pierwoj Ligi                  |
| 16  | Krylja Sowietow Kujbyszew | 30 | 2  | 7  | 21 | 18     | 59     | −41   | 11  | Spadek do Pierwoj Ligi                  |

Uwaga:
- 44.59% meczów zakończyło się remisem – rekord mistrzostw ZSRR. Według historyka piłki nożnej Aksela Wartaniana podobna liczba remisów było powodem dużej liczby ustawianych wyników. Od 1978 roku Związek Piłki Nożnej ZSRR karał zespoły odjęciem 1 punktu za każdy remis po przekroczeniu dopuszczalnej liczby 8 remisów.

## Nagrody
| Mistrz ZSRR w sezonie 1977 |
| -------------------------- |
| ZSRR                       |
| Dynamo Kijów 8 tytuł       |